# Kopičácký rybník
Národní přírodní památka Kopičácký rybník byla vyhlášena v roce 2007. Důvodem ochrany jsou biotopy a populace vzácných a ohrožených druhů rostlin a živočichů. Je součástí ptačí oblasti Žehuňský rybník – Obora Kněžičky.

## Flóra
Nejvzácnější rostlinou, která v lokalitě roste, je rdest trávolistý (Potamogeton gramineus), který roste v České republice na méně než 10 místech.

## Fauna
V chráněném území se vyskytuje 38 druhů měkkýšů: 14 druhů vodních plžů, 18 druhů suchozemských plžů, 6 druhů mlžů. V roce 2008 byl v mokřadu zjištěn evropsky významný měkkýš svinutec tenký (Anisus vorticulus). V té době se jednalo o jednu z mála posledních známých lokalit výskytu tohoto druhu v povodí Labe.

## Galerie

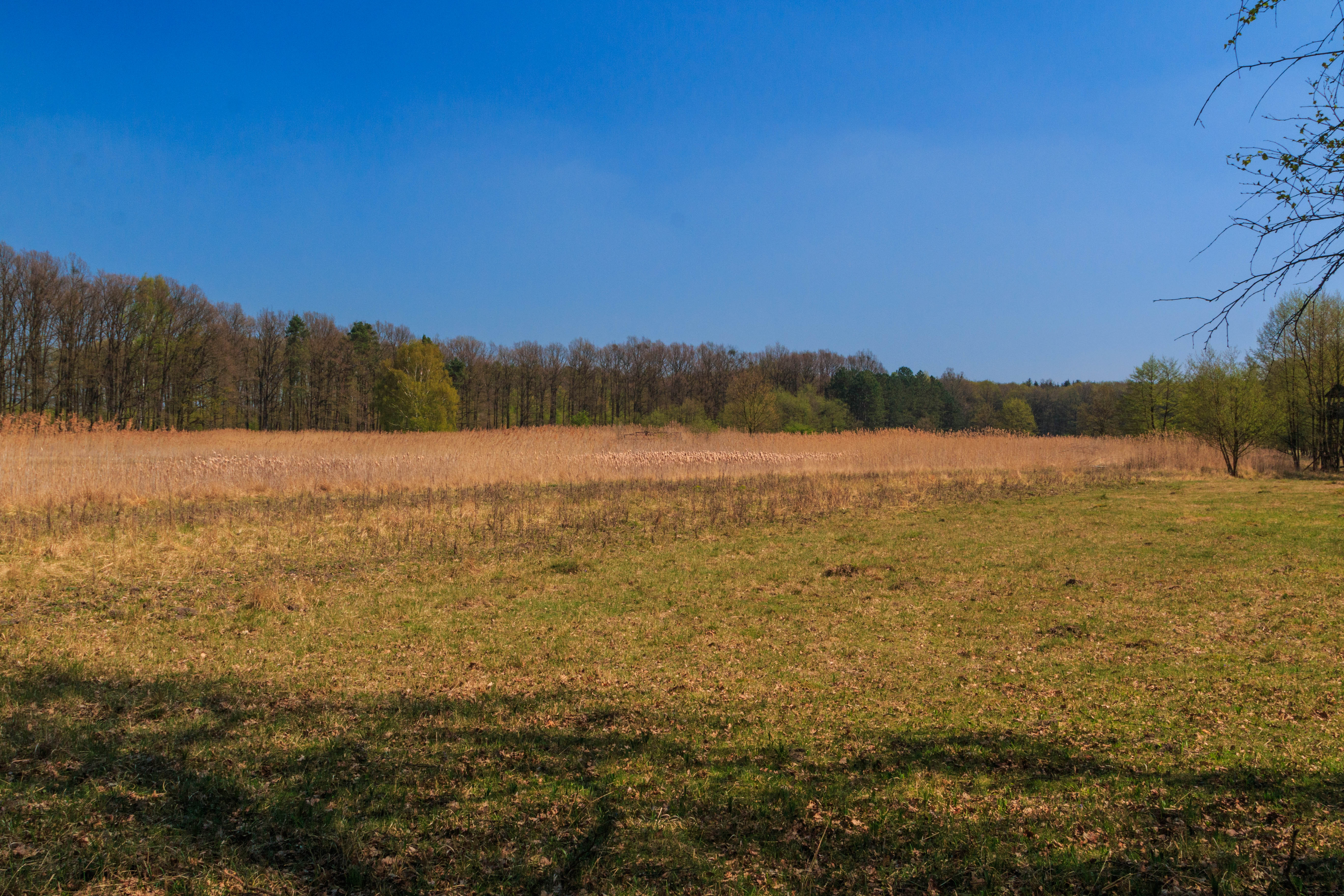
NPP Kopičácký rybník
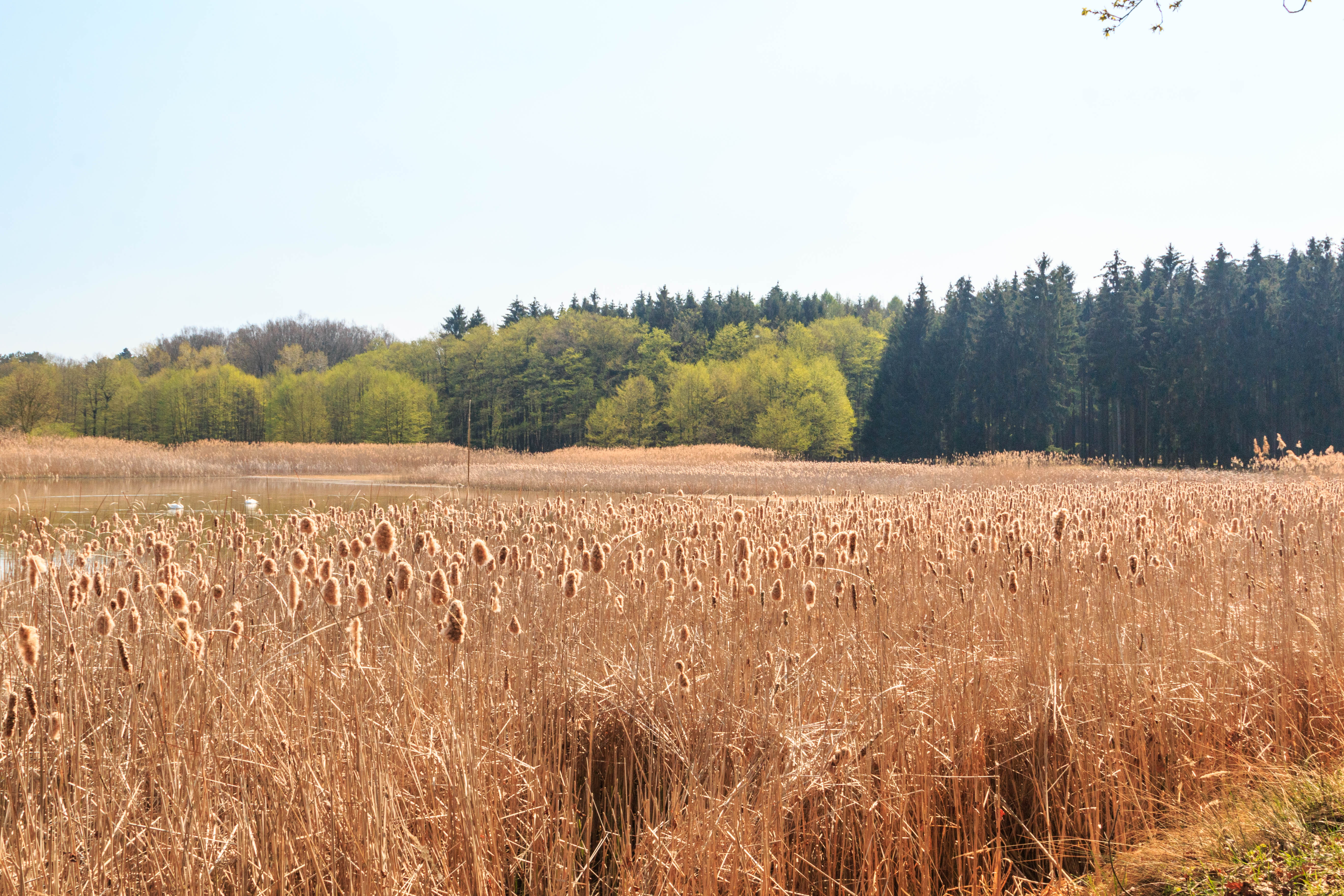
NPP Kopičácký rybník
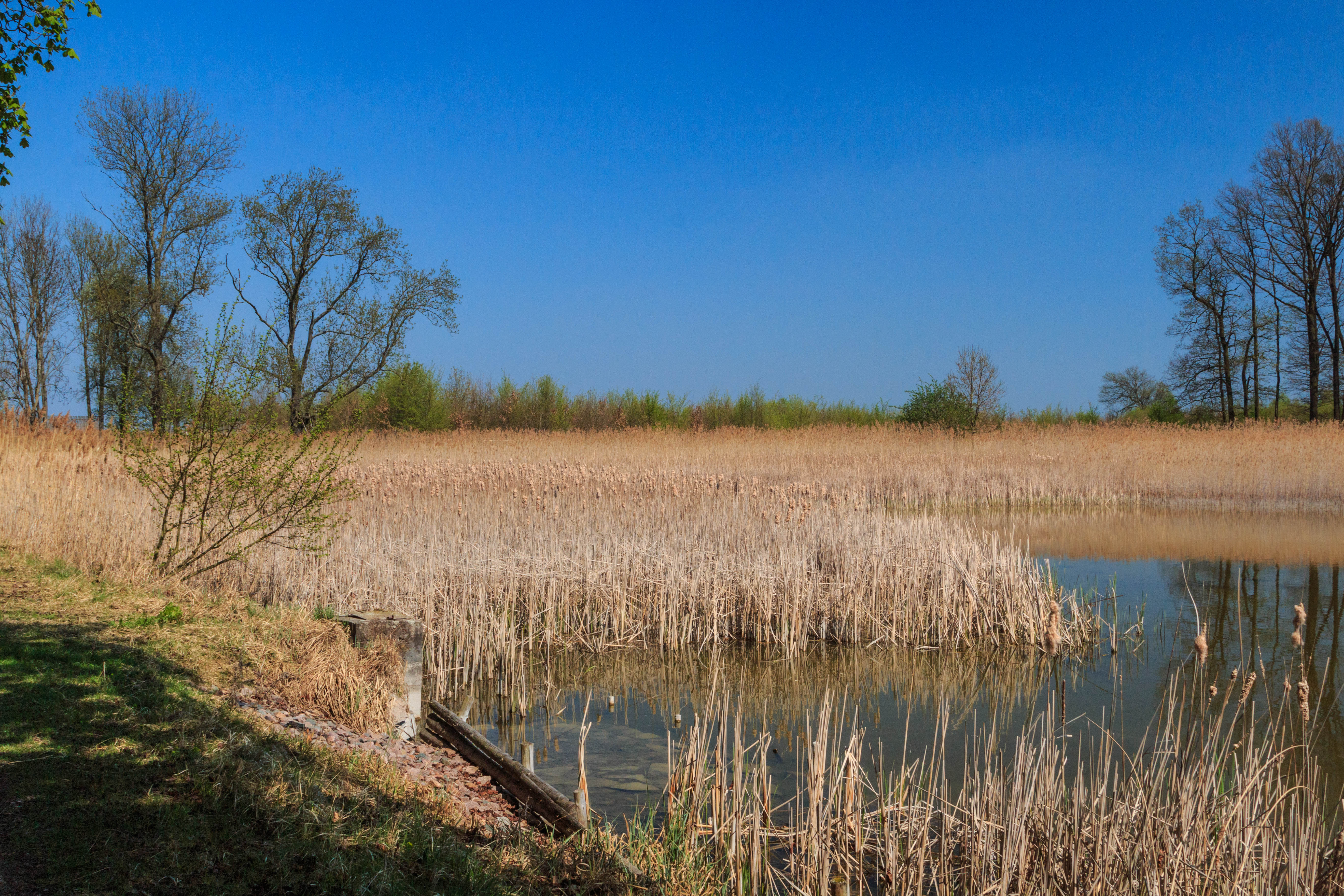
NPP Kopičácký rybník
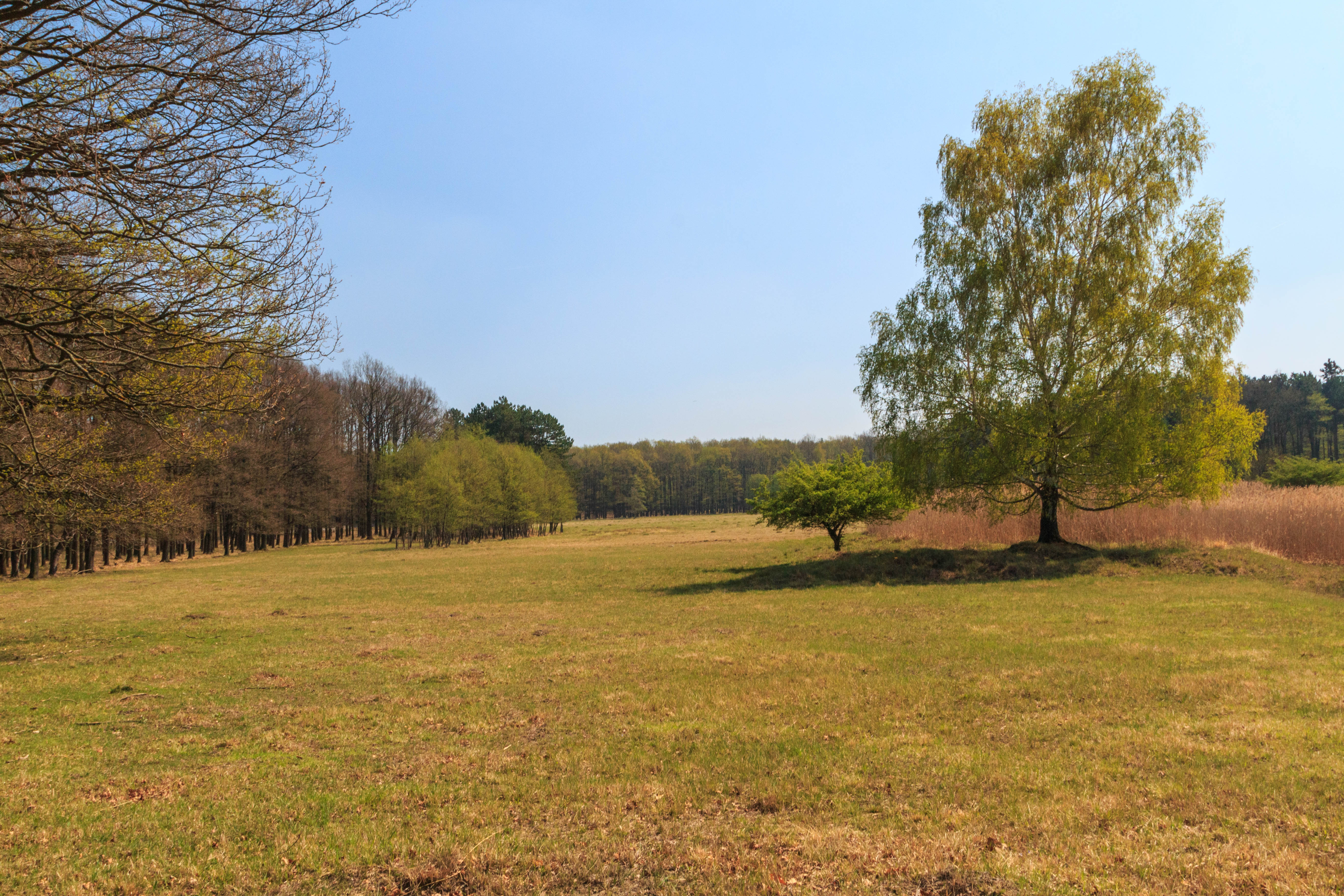
NPP Kopičácký rybník